# 1474 w nauce

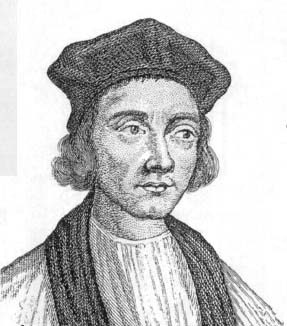
Cuthbert Tunstall

## Urodzili się
- Cuthbert Tunstall[1][2], angielski biskup, znany jako autor podręcznika do arytmetyki De arte supputandi libri quattuor, wydanego w 1522[3][4].